# Абдалла Саррадж
Абдалла ибн Абд ар-Рахман Сарра́дж (араб. عبد الله سراج‎) — арабский политик и исламский учёный, занимавший различные должности в Королевстве Хиджаз и позже Эмират Трансиордания, включая канцелярию премьер-министров обеих стран. Премьер-министр Трансиордании с 22 февраля 1931 по 18 октября 1933 года. Он был беспартийным и носил титул шейха.

## Биография
Абдалла ибн Абд ар-Рахман Саррадж родился в городе Макка аль-Мукаррама в 1875 году н. э., получил образование в школе Аль-Соултия, а затем присоединился к Аль-Азхар. 